# العبودية في كندا
تتضمن العبودية في كندا كلا من العبودية التي مارستها الشعوب الأولى في الأرض والتي تضم الآن كندا قبل الإستعمار الأوروبي بالإضافة إلى العبودية تحت الاستعمار الأوروبي وهذه الأخيرة التي تعتبر القائمة بصورة نظامية في عام 1830. ولكن لم تكن تلك نهاية استرقاق البشرية في كندا كشكل من أشكال العبودية، بالأخص الاتجار بالبشر لا زالت تحدث اليوم ضمن حدودها.
كان بعض العبيد من أصل إفريقي ولكن الأغلب كانوا من سكان البلد الأصليين (عادة ما يسمون بانيس، من المحتمل فساد باوني-شعب أمريكي أصلي) العبودية في جغرافية كندا الحالية كانت تمارس من قبل جماعات السكان الأصليين. بينما لم يكن هناك أي تجارة كندية كبيره في العبيد الأفارقة، طالما أستعبد الشعب المحلي منافسيهم وعدد قليل جداً (أحياناً لا شيء خلال عدة سنوات) كانوا يُشترون من قبل مدراء الاستعمار (نادراً بواسطة المستوطنون) حتى 1833، عندما ألغى البرلمان البريطاني العبودية عبر الإمبراطورية البريطانية.(هناك دائماً غموض حول التاريخ الذي حدث به ذلك، ألغت بريطانيا تجارة الرقيق في عام 1807 ولكنها لم تلغي العبودية نفسها حتى 1833، فعلياً لم ينفذ الأمر حتى السنة التالية).
عدد قليل من العبيد الأفارقة كانوا قد جُلبوا كعبيد (ممتلكات شخصية) قسراً بواسطة الأوروبيين إلى فرنسا الجديدة وأكاديا وأخيراً إلى أمريكا الشمالية البريطانية خلال القرن السابع عشر. أولئك الذين في كندا قدموا من المستعمرات الأمريكية كما أنه لا يوجد حمولات سفن من الأمتعة البشرية قدمت إلى كندا مباشرةً من أفريقيا. ويعتقد أن عدد العبيد في فرنسا الجديدة يصل المئات، كانوا خدماً بالمنازل وعمالاً بالمزارع. لم يكن هناك مزارع واسعة النطاق في كندا، بالتالي لم يكن هناك مزارع واسعة النطاق للقوى العاملة من العبيد للصنف الذي كان موجوداً في أغلب المستعمرات الأوروبية وفي الأمريكيتين الجنوبية، من فرجينيا إلى جزر الهند الغربية إلى البرازيل.
ولأن دور أوائل كندا في تجارة الرقيق عبر المحيط الأطلسي كان طفيفاً جداً، كثيراً ما تغلب على تاريخ العبودية في كندا الاسترقاق الأكثر عنفاً يمارس في أي مكان آخر بالأمريكيتين- أشهرها في أمريكا الجنوبية والمستعمرة الكاريبية. ذكر أفوا كوبر أن العبودية «أفضل سر محفوظ لدى كندا، مقفل داخل الخزنة الوطنية»

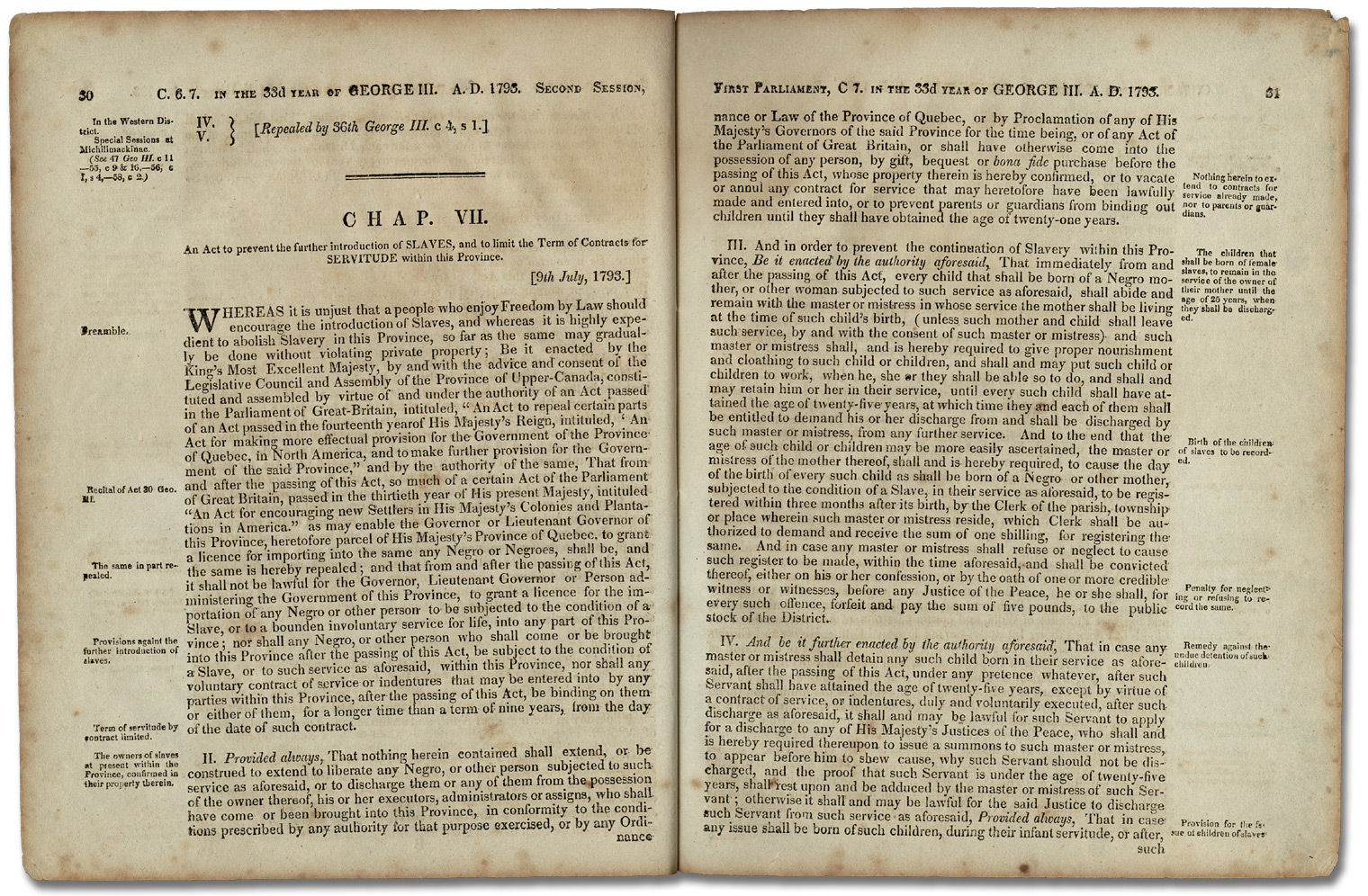
حركة لمنع إدخال المزيد من العبيد وللحد من مدة عقود العبودية في هذه المنطقة، الجمعية التشريعية لأعلى كندا

## تحت سلطة السكان الأصليين
امتلاك الناس للعبيد، هذا ما أصبحت كندا عليه وعلى سبيل المثال مجتمعات الصيد مثل يورك الذي يقيم على طول ساحل المحيط الهادي من الأسكا إلى كاليفورنيا. أغلب السكان الأصليين لساحل شمال غرب المحيط الهادئ مثل هيدا والتلينغيتيه، المعروفون تقليدياً بالمحاربون العنيفون وتجار الرقيق، يشنون هجوماً لغاية كاليفورنيا. كانت العبودية متوارثة، يصبح العبيد أسرى حروب أما أولادهم عبيداً. بعض القبائل في كولومبيا البريطانية أستمرت بعزل ونبذ أحفاد العبيد حتى أواخر عام1970
من بين بعض قبائل شمال غرب المحيط الهادي، حوالي ربع السكان كانوا عبيداً. رواية عبداً واحداً ألفت من قبل الإنجليزي جون ر.جيويت، والذي أختطف حياً عندما أستولي على سفينته في عام 1802, تقدم مذكرته نظرة مفصلة على الحياة كعبد ويؤكد أن عدداً منهم قد حبسوا.

## تحت سلطة الفرنسيين
عام 1628 تم جلب أول عبد مسجل في كندا من قبل القافلة البريطانية إلى فرنسا الجديدة. أوليفييه لو جون كان الأسم الذي أعطي لفتى يعود أصله إلى مدغشقر. أسمه المعطى له يعود صداه إلى حد ما لرمز نوير (الأسود) بالرغم أن الرمز لم ينشئ حتى 1685. أجبر رمز نوير (أسود) التعميد وقضى على تحويل جميع العبيد إلى الكاثوليكية. 
بحلول عام1688م كان عدد السكان في فرنسا الجديدة 11,562، تتكون أساساً من تجار الفرا والمبشرين والمزارعين أستقرو على مقربة من وادي سانت لورانس. وللتغلب على نقص الخادمين والعمال الحاد، منح الملك لويس عريضة فرنسا الجديدة لإستيراد العبيد السود من غرب أفريقيا. بينما كانت العبودية محضورة في فرنسا، كان مسموح بها في مستعمراتها كوسيلة لتوفير قوى عاملة هائلة اللازمة لتنظيف الأرض وتشييد المباني (في المستعمرات الكاريبية) والعمل بزراعة السكر. أنشأت فرنسا الجديدة عاجلاً رمز نوير (أسود) الخاص بها، توضيحاً للتحكم وإدارة العبيد. تعيين الرمز نوير (أسود) 1685 نمط لسياسة العبودية. وهي تتطلب أن يتم إرشاد جميع العبيد كما الكاثوليك وليس كما البروتستانت. وركزت على توضيح حالة العبودية ووضعت قوانيناً صارمة. في الواقع ليس للعبيد حق، بالرغم أن القانون لم يأمر بوجود سادة لرعاية المرضى وكبار السن. كان العبيد عادةً ما يسمون بالخدم ونظام الجماعة القاسية لم يكن مستخدماً. معدل الوفاة بين العبيد كان مرتفعاً.
كانت ماري جوزيف انجليكو مستعبدة سوداء لدى أرملة غنية في مونتريال. ووفقاً لحساب نشر عن حياتها بواسطة أفوا كوبر، في عام 1734 بعد أن علمت أنها على وشك أن تباع وتفصل عن حبيبها، أشعلت النار في بيت مالكتها وهربت. النار خرجت عن السيطرة ودمرت46 مبنى. قبض عليها بعد شهران، عرض موكب ماري جوزيف حول المدينة وعذبت حتى أعترفت بجريمتها. وبعد ظهيرة يوم الإعدام، أُخذت انجليكو للمرة الأخيرة خلال شوارع مونتريال وبعد التوقف في الكنيسة لتعويض شرفها، نُصبت السقالة مقابل حطام المباني التي دمرها الحريق حيث تم شنقها هناك ثم خنقت حتى الموت، ألقي جسدها بالنار ونثر الرماد في مهب الريح.
سجل مؤرخ مارسيل تردول حوالي 4000 عبد في نهاية فرنسا الجديدة عام 1759 منهم 2,472 من السكان الأصليين و 1,132 كانوا من العبيد. بعد احتلال البريطانيون لفرنسا الجديدة، ظلت سيطرة ملكية العبيد على فرنسا. حدد مارسيل تردول 1509 عبداً مملوك. 181 فقط كانوا إنكليزيون. وأشار تردول أيضاً أن 31 زيجات تمت بين المستعمرين الفرنسيون والسكان الأصليين.

## تحت السيطرة البريطانية
كندا هي أول دولة التي ملكت وتاجرت بالعبيد، هذه المنشآت قائمة منذ قرون أو أكثر بين جماعات معينة.
شوني وبوتاوتمي وغيرها من قبائل غربية استوردت العبيد من ولاية أوهايو وكينتوكي ثم قامت ببيعهم للمستوطنين الكنديين. ثي إندينجيا (الرئيس جوزيف برانت) أستخدم السود الذين قبض عليهم أثناء ثورة أمريكا لبناء منزل برانت على شاطئ برلنغتون ومنزل ثاني بالقرب من برانتفورد.إجمالياً، برانت يملك حوالي أربعون عبداً أسود.
في القرن السابع عشر والقرن الثامن عشر عاش العبيد السود بالأقاليم البريطانية في كندا- سجل 104منهم في تعداد نوفا سكوتيا عام 1767 , ولكن عددهم كان قليلاً حتى تدفق مواليين الإمبراطورية الموحدة بعد عام 1783. كما ان المواليين للبيض فرو لجمهورية أمريكا الجديدة وأخذو معهم حوالي 2000 عبداً أسود. 1200 منهم إلى مريتيمس (نوفا سكوتيا ونيو برونزويك وجزيرة الأمير إدوارد) 300 إلى ادنى كندا (كيبيك) و 500 إلى أعلاها (أونتاريو). أكد القانون الإمبراطوري في أونتاريو لعام 1790 أن ملكية العبيد للمهاجرين المحتملين ستبقى لهم. وتحت الحكم الفرنسي، نقل عدد صغير من العبيد الموالين ووظفوا كخدم منازل وعمال مزارع وصناع ماهرين.
موضوع العبودية في كندا لم يكن مذكور – لا يحضر ولا يسمح به – في كل من معاهدة باريس عام 1763 وقانون كيبيك عام 1774 ومعاهدة باريس عام 1783.
نظام العمل الجماعي وما يترتب على مؤسساته للسيطرة والوحشية لم يتطور في كندا كما تطور في الولايات المتحدة الأمريكية. لأنهم لم يشكلوا أي تهديداً لأسيادهم، سُمح للعبيد تعلم القراءة والكتابة والتشجيع والتحول إلى الديانة المسيحية وزيجاتهم أصبحت معترف بها من قبل القانون.
وكانت الإعلانات المبوبة في جريدة كيبيك ليوم 12 يوليو عام 1787 مايلي:
للبيع، زنجية قوية ونشطة وحسنة الاستماع، لديها 18 عام، أصيب بالجدري مسبقاً ومعتادة على الواجبات المنزلية، تفهم أمور المطبخ، تعرف كيف تغسل وتكوي وتخيط ومعتادة جداً على رعاية الأطفال. تستطيع أن تكيف نفسها مع العائلات الإنجليزية والفرنسية والألمانية وتتحدث بجميع هذه اللغات.

## حركة الإلغاء

### نوفا سكوتيا
نصب تذكاري لمؤيد القضاء على العنصرية جيمس دروموند ماكجريجور- ساعد في حرية العبيد السود في نوفا سكوتيا.
بينما العديد من السود الذين وصلوا لنوفا سكوتيا خلال الثورة الأمريكية كانوا أحراراً، البعض منهم لم يكن. أيضاً وصل العبيد السود إلى نوفا سكوتيا وهي مملوكة لموالين الأمريكان البيض. في عام 1772 قبل الثورة الأمريكية، حظرت بريطانيا تجارة الرقيق في الجزيرة البريطانية التابعة لفارس الخامس. قرار يدربورن في سكوتلندا عام 1778 , أثر هذا القرار بالمقابل على مستعمرة نوفا سكوتيا. مؤيد القضاء على العنصرية جيمس درومند ماكجريجور من بيكتو أصدر أول كتاب أدبي مناقض للعبودية في كندا وبدأ بشراء حرية العبيد ومعاقبة زملائه في الكنيسة المشيخية الذين يمتلكون عبيداً. يصف المؤرخ آلان ويلسون الوثيقة بأنها «علامة بارزة على الطريق للحرية الشخصية في المحافظة والبلاد.» وكتب المؤرخ روبن وينكس انها «هجوم حاد قادم من القلم الكندي حتى إلى 1840s أدى إلى النقاش العام وهكذا توصل إلى المحاكم». في عام 1790 جون بربيدج حرر عبيده. وبقيادة ريتشارد جون يونايك، في عام 1787 و 1789 وأيضاً في 11 يناير عام 1808 رفض المجلس التشريعي لنوفا سكوتيا إباحة العبودية. أثنان من كبار القضاة، توماس اندريو ولوميسدن سترينغ (1790-1796) وسامبسون سالتر بلوسير (1797-1832) كان لهم دوراً فعال في تحرير العبيد من أصحابهم في نوفا سكوتيا. وكان لهم احتراماً عظيماً في المستعمرة. في نهاية الحرب لعام 1812 ووصول اللاجئين السود، تبقى القليل من العبيد في نوفا سكوتيا.(قانون تجارة الرقيق حظر تجارة الرقيق في الإمبراطورية لبريطانية عام 1807 أما قانون إلغاء العبيد لعام 1833 حضر العبودية تماماً). 
أسست شركة سيراليون لترحيل مجموعات من الأفارقة المستعبدين سابقاً، ما يقارب 1,200 أسوداً من نوفا سكوتيا، وكان معظمهم هارباً من الاستعباد في الولايات المتحدة. وبالنظر إلى بيئة نوفا سكوتيا الساحلية، مات الكثير من البرد القاسي هناك. أسسوا مستوطنة في المستعمرة الموجودة في سيراليون (التي أنشئت بالفعل لتضم السود الفقراء في لندن) في فريتاون عام 1792. العديد من السود الفقراء كانوا من الأفارقة الأمريكيون الذين قد قطعوا وعداً بمقابل حريتهم الانضمام للجيش البريطاني خلال الثورة الأمريكية، بل شمل أيضاً أفريقيون وآسيويون آخرون من سكان لندن.
انضمت مستوطنة فريتاون خاصة بعد عام 1834 , من قبل مجموعة أخرى من الأفريقيون المحررون وأصبحت أول ملجأ أفريقي أمريكي للأفارقة المستعبدين سابقاً.

## أونتاريو
بحلول عام 1790 حركة الإلغاء كانت تكتسب المصداقية في كندا ومما يدل على سوء النية للعبودية حادثة امرأه من العبيد تعرضت للإيذاء بعنف بواسطة مالك العبيد في طريقها لتباع في الولايات المتحدة.
وبحلول عام 1800 المحافظات الأخرى في بريطانيا شمال أمريكا، حدت العبودية بشكل فعال خلال قرارات المحاكم التي تتطلب صرامة إثبات الملكية، والتي نادراً ما تكون متوفرة. في عام 1819 جون روبينسون اتورني لواء في كندا العليا أعلن ذلك من قبل المقيمين في كندا، المقيمون السود كانوا أحراراً، وتلك المحاكم الكندية ستحمي حريتهم..
أستمرت العبودية قانونية، حتى قانون إلغاء العبودية للبرلمان البريطاني حظر العبودية أخيراً في كل مناطق الإمبراطورية البريطانية وفعل في أغسطس،1 1834
حتى اليوم بقي أربع مقابر للعبيد في كندا في سانت أرمان وكيبيك وشيلبرن ونوفا سكوتيا وبرايسيفيل ودردسن في أونتايرو.

## وصلات خارجية
- كندا السوداء والرحلة إلى الحرية
- إعلان عن هرب عبد أسود عام 1772، نوفا سكوتشا
- العبودية في كندا، (C) 1899, AcrossCan.com
- تاريخ العبودية في كندا